# Литературное объединение Кобзарь
Литературное объединение "Кобзарь (сокращенно ЛО «Кобзарь») — всеукраинская общественная организация, созданная учредительным собранием 20 августа 2009 в Киеве. Зарегистрирована Министерством Юстиции Украины 22 октября 2009.
Согласно уставу, Всеукраинская общественная организация "Литературное объединение «Кобзарь» создана с целью: "объединения граждан для удовлетворения и защиты социальных, экономических, творческих возрастных, национально-культурных интересов, законных прав и интересов в творческих сферах общественной жизни, всестороннего содействия раскрытию и реализации творческого потенциала членов объединения, поиска и объединения действительно талантливых, умных и самобытных авторов, развития украинской литературы, восхваления и полноценного раскрытия творческой и культурной жизни нации ".
Сейчас ЛО «Кобзарь» включает в себя 16 областных организаций, и несколько литературных студий, работающих в соответствующих направлениях.
Председатель правления ЛО «Кобзарь» — Дмитрий Сергеевич Папета, общественный деятель, поэт, философ. Заместитель Председателя правления — Лера Крок, общественный деятель, журналист, известный поэт.
Активисты ЛО «Кобзарь»: Андрей Лемешко, Татьяна Негрий, Татьяна Шкурак, Игорь Нечипоренко и др.

## Деятельность
Осенью 2009 года ЛО «Кобзарь» был проведен всеукраинский поэтический конкурс «Подорожжю Чумацьким шляхом», по результатам которого издан сборник стихов под названием «Перша поетична збірка» [УДК 821.161.2-1 (082) ББК 84 (4Укр) 6я43. В сборник вошли работы пятидесяти поэтов, которые были выбраны из более чем четырехсот участников конкурса.
В 2010 году, ЛО «Кобзарь» был начат и проведен первый общегосударственный конкурс украинского фэнтези «Мастерская чудес». Конкурс является регулярным проектом ЛО «Кобзарь» и проходит ежегодно. Победительницей нынешнего конкурса стала Ирина Герасимук со своим рассказом «Беглец».
Также в 2010 году ЛО «Кобзарь» совместно с «Украинской Литературной Газетой» был проведен поэтический конкурс «Кохання у мережі», посвященный любви зародившееся через Интернет. Конкурс проходил в социальной сети В Контакте и его победителем стал Владислав Шубенков.
Весной этого же года была внедрена культурно-просветительская программа «Мастера современной классики». Суть которой заключается в знакомстве школьников и студентов с известными современными писателями и поэтами. С 15 марта по 20 мая было проведено более десяти встреч с такими известными авторами как: Иван Андрусяк, Сергей Батурин, Наталка Поклад, Богдан Жолдак, Валерий и Наталья Лапикуры. Встречи проходили в Киеве, Виннице, Бердичеве и других городах Украины.